# 신을 믿습니까?
《신을 믿습니까?》(영어: Do You Believe?)는 2015년 공개된 미국의 영화이다.

## 출연

### 주연
- 테드 맥긴리
- 미라 소르비노
- 안드레아 로건 화이트

### 조연
- 리 메이저스
- 알렉사 베가
- 숀 애스틴
- 매디슨 페티스
- 브라이언 보스워스
- 시빌 셰퍼드
- 조셉 줄리안 소리아
- 델파노 윌스
- 센요 아모쿠
- 메켄지 모스
- 리암 매튜스

## 기타
- 총제작: 브렌트 라이언 그린
- 공동프로듀서: 척 콘젤만
- 공동프로듀서: 캐리 솔로몬
- 협력프로듀서: 숀 애스틴
- 협력프로듀서: 테드 맥긴리
- 협력프로듀서: 알렉사 베가
- 협력프로듀서: 시빌 셰퍼드
- 협력프로듀서: 미라 소르비노
- 미술: 달라스 몽고메리
- 세트: 제임스 R. 커닝햄
- 배역: 빌리 다모타
- 배역: 데 비즈